# Trofeu X²O Badkamers
El Trofeu X²O Badkamers és una competició de ciclocròs belga formada per diferents proves que es disputen des d'octubre fins al febrer. Anteriorment s'havia conegut com a Trofeu Gazet van Antwerpen (GvA) de la primera edició fins a l'edició 2011-2012, i com Trofeu Bpost Bank del 2011-2012 fins a l'edició 2015-2016 i del 2017-2019 DVV Verzekeringen .
Actualment es competeix en tres modalitats. Elit masculí i femení, i sub-23 masculí.

## Palmarès

### Elit masculí
| Any                      | Vencedor             | Segon                  | Tercer                 |
| ------------------------ | -------------------- | ---------------------- | ---------------------- |
| Trofeu GvA               |                      |                        |                        |
| 1987-1988                | Rudy De Bie          | Christian Hautekeete   | Yvan Messelis          |
| 1988-1989                | Guy Van Dijck        | Rudy De Bie            | Dirk Pauwels           |
| 1989-1990                | Guy Van Dijck        | Wim Lambrechts         | Kurt De Roose          |
| 1990-1991                | Marc Janssens        | Peter Van Santvliet    | Ludo De Rey            |
| 1991-1992                | Dirk Pauwels         | Pascal Van Riet        | Guy Van Dijk           |
| 1992-1993                | Paul Herijgers       | Peter Willemsens       | Staf Van Bouwel        |
| 1993-1994                | Paul Herijgers       | Danny De Bie           | Peter Willemsens       |
| 1994-1995                | Paul Herijgers       | Peter Willemsens       | Arne Daelmans          |
| 1995-1996                | Paul Herijgers       | Peter Willemsens       | Arne Daelmans          |
| 1996-1997                | Paul Herijgers       | Alex Moonen            | Peter Willemsens       |
| 1997-1998                | Arne Daelmans        | Danny De Bie           | Peter Willemsens       |
| 1998-1999                | Marc Janssens        | Arne Daelmans          | Peter Willemsens       |
| 1999-2000                | Arne Daelmans        | Bart Wellens           | Peter Willemsens       |
| 2000-2001                | Erwin Vervecken      | Bart Wellens           | Peter Willemsens       |
| 2001-2002                | Erwin Vervecken      | Peter Van Santvliet    | Bart Wellens           |
| 2002-2003                | Sven Nys             | Bart Wellens           | Mario De Clercq        |
| 2003-2004                | Bart Wellens         | Ben Berden             | Sven Nys               |
| 2004-2005                | Sven Nys             | Sven Vanthourenhout    | Erwin Vervecken        |
| 2005-2006                | Sven Nys             | Bart Wellens           | Erwin Vervecken        |
| 2006-2007                | Sven Nys             | Niels Albert           | Richard Groenendaal    |
| 2007-2008                | Sven Nys             | Bart Wellens           | Zdeněk Štybar          |
| 2008-2009                | Sven Nys             | Bart Wellens           | Zdeněk Štybar          |
| 2009-2010                | Sven Nys             | Zdeněk Štybar          | Niels Albert           |
| 2010-2011                | Sven Nys             | Zdeněk Štybar          | Kevin Pauwels          |
| 2011-2012                | Kevin Pauwels        | Zdeněk Štybar          | Sven Nys               |
| Trofeu Bpost Bank        |                      |                        |                        |
| 2012-2013                | Niels Albert         | Klaas Vantornout       | Kevin Pauwels          |
| 2013-2014                | Sven Nys             | Niels Albert           | Tom Meeusen            |
| 2014-2015                | Wout Van Aert        | Kevin Pauwels          | Sven Nys               |
| 2015-2016                | Wout Van Aert        | Kevin Pauwels          | Sven Nys               |
| Trofeu DVV Verzekeringen |                      |                        |                        |
| 2016-2017                | Wout Van Aert        | Kevin Pauwels          | Michael Vanthourenhout |
| 2017-2018                | Mathieu van der Poel | Toon Aerts             | Wout Van Aert          |
| 2018-2019                | Mathieu van der Poel | Toon Aerts             | Michael Vanthourenhout |
| 2019-2020                | Eli Iserbyt          | Michael Vanthourenhout | Mathieu van der Poel   |
| Trofeu X²O Badkamers     |                      |                        |                        |
| 2020-2021                | Eli Iserbyt          | Toon Aerts             | Michael Vanthourenhout |
| 2021-2022                | Toon Aerts           | Eli Iserbyt            | Michael Vanthourenhout |
| 2022-2023                | Eli Iserbyt          | Lars van der Haar      | Michael Vanthourenhout |
| 2023-2024                | Lars van der Haar    | Eli Iserbyt            | Michael Vanthourenhout |
| 2024-2025                | Eli Iserbyt          | Toon Aerts             | Pim Ronhaar            |

### Elit femení
| Any                      | Vencedora                  | Segona                 | Tercera                    |
| ------------------------ | -------------------------- | ---------------------- | -------------------------- |
| Trofeu GvA               |                            |                        |                            |
| 2007-2008                | Daphny van den Brand       | Reza Hormes-Ravenstijn | Sanne Cant                 |
| 2008-2009                | Daphny van den Brand       | Marianne Vos           | Sanne Cant                 |
| 2009-2010                | Daphny van den Brand       | Sanne Cant             | Helen Wyman                |
| 2010-2011                | Sanne Cant                 | Daphny van den Brand   | Helen Wyman                |
| 2011-2012                | Daphny van den Brand       | Sanne Cant             | Nikki Harris               |
| Trofeu Bpost Bank        |                            |                        |                            |
| 2012-2013                | Sanne Cant                 | Helen Wyman            | Ellen Van Loy              |
| 2013-2014                | Sanne Cant                 | Helen Wyman            | Nikki Harris               |
| 2014-2015                | Ellen Van Loy              | Sanne Cant             | Sophie de Boer             |
| 2015-2016                | Sanne Cant                 | Jolien Verschueren     | Helen Wyman                |
| Trofeu DVV Verzekeringen |                            |                        |                            |
| 2016-2017                | Sanne Cant                 | Thalita de Jong        | Ellen van Loy              |
| 2017-2018                | Katherine Compton          | Maud Kaptheijns        | Nikki Brammeier            |
| 2018-2019                | Sanne Cant                 | Loes Sels              | Nikki Brammeier            |
| 2019-2020                | Ceylin del Carmen Alvarado | Annemarie Worst        | Yara Kastelijn             |
| Trofeu X²O Badkamers     |                            |                        |                            |
| 2020-2021                | Lucinda Brand              | Denise Betsema         | Ceylin del Carmen Alvarado |
| 2021-2022                | Lucinda Brand              | Denise Betsema         | Annemarie Worst            |
| 2022-2023                | Fem van Empel              | Lucinda Brand          | Ceylin del Carmen Alvarado |
| 2023-2024                | Fem van Empel              | Lucinda Brand          | Annemarie Worst            |
| 2024-2025                | Lucinda Brand              | Annemarie Worst        | Sara Casasola              |

### Sub-23 masculí
2024-2025

| Any                      | Vencedor                                     | Segon                                        | Tercer                                       |
| ------------------------ | -------------------------------------------- | -------------------------------------------- | -------------------------------------------- |
| Trofeu GvA               |                                              |                                              |                                              |
| 2001-2002                | Wim Jacobs                                   |                                              |                                              |
| 2002-2003                | Wim Jacobs                                   |                                              |                                              |
| 2003-2004                | Bart Aernouts                                |                                              |                                              |
| 2004-2005                | Kevin Pauwels                                |                                              |                                              |
| 2005-2006                | Niels Albert                                 |                                              |                                              |
| 2006-2007                | Dieter Vanthourenhout                        |                                              |                                              |
| 2007-2008                | Tom Meeusen                                  | Jempy Drucker                                | Philipp Walsleben                            |
| 2008-2009                | Philipp Walsleben                            | Jim Aernouts                                 | Kenneth Van Compernolle                      |
| 2009-2010                | Tom Meeusen                                  | Jim Aernouts                                 | Jan Denuwelaere                              |
| 2010-2011                | Lars van der Haar                            | Jim Aernouts                                 | Joeri Adams                                  |
| 2011-2012                | Lars van der Haar                            | Wietse Bosmans                               | Micki van Empel                              |
| Trofeu Bpost Bank        |                                              |                                              |                                              |
| 2012-2013                | Wietse Bosmans                               | Corné van Kessel                             | Michael Vanthourenhout                       |
| 2013-2014                | Wout Van Aert                                | Mathieu van der Poel                         | Laurens Sweeck                               |
| 2014-2015                | Laurens Sweeck                               | Michael Vanthourenhout                       | Toon Aerts                                   |
| 2015-2016                | Quinten Hermans                              | Daan Hoeyberghs                              | Nicolas Cleppe                               |
| Trofeu DVV Verzekeringen |                                              |                                              |                                              |
| 2016-2017                | Eli Iserbyt                                  | Nicolas Cleppe                               | Gosse van der Meer                           |
| 2017-2018                | Eli Iserbyt                                  | Yannick Peeters                              | Thomas Joseph                                |
| 2018-2019                | Niels Derveaux                               | Lander Loockx                                | Andreas Goeman                               |
| 2019-2020                | Timo Kielich                                 | Yentl Bekaert                                | Niels Vandeputte                             |
| Trofeu X²O Badkamers     |                                              |                                              |                                              |
| 2020-2021                | No es disputà per la pandèmia de la Covid-19 | No es disputà per la pandèmia de la Covid-19 | No es disputà per la pandèmia de la Covid-19 |
| 2021-2022                | Pim Ronhaar                                  | Thibau Nys                                   | Joran Wyseure                                |
| 2022-2023                | Joran Wyseure                                | Victor Van de Putte                          | David Haverdings                             |
| 2023-2024                | Arne Baers                                   | Victor Van de Putte                          | David Haverdings                             |
| Kay De Bruyckere         | Yordi Corsus                                 | Seppe Van den Boer                           |                                              |

### Júnior femení
| Any                      | Vencedor          | Segon           | Tercer             |
| ------------------------ | ----------------- | --------------- | ------------------ |
| Trofeu DVV Verzekeringen |                   |                 |                    |
| 2019-2020                | Fem van Empel     | Leonie Bentveld | Ilse Pluimers      |
| Trofeu X²O Badkamers     |                   |                 |                    |
| 2021-2022                | No es disputà     | No es disputà   | No es disputà      |
| 2021-2022                | Leonie Bentveld   | Ava Holmgren    | Katherine Sarkisov |
| 2022-2023                | Isabella Holmgren | Ava Holmgren    | Lore De Schepper   |
| 2023-2024                | No es disputà     | No es disputà   | No es disputà      |